# Dysdera ferghanica
Dysdera ferghanica là một loài nhện trong họ Dysderidae.
Loài này thuộc chi Dysdera. Dysdera ferghanica được miêu tả năm 1985 bởi Dunin.